# Акепсим, Иосиф и Аифал
О другом святом с этим именем см. статью Иосиф Персидский (мученик)
Акепсим, Иосиф и Аифал — раннехристианские священномученики. Память в Православной церкви совершается 3 (16) ноября.
Иосиф был пресвитером в городе Бет-Кетубы в Адиабене, за приверженность к христианству семидесятилетний старец был побит камнями в 377 году при персидском царе Сапоре II. Пострадал вместе с епископом Акепсимом и диаконом Аифалом.